# Den store dag
 For alternative betydninger, se Den store dag (flertydig). (Se også artikler, som begynder med Den store dag)
Den store dag er en dansk film fra 2005, instrueret af Morten Arnfred efter manuskript af Ina Bruhn.

## Medvirkende
- Louise Mieritz
- Henrik Prip
- Christian Tafdrup
- Nikolaj Steen
- Trine Dyrholm
- Martin Brygmann
- Lærke Winther Andersen
- Birthe Neumann
- Mette Horn
- Cecilie Frøkjær